# 吉澤宙彦
吉澤 宙彦（よしざわ おきひこ、1975年6月19日 - ）は、日本の俳優。長野県喬木村出身。身長180cm。長野県飯田高等学校、立命館大学卒業。京都での演劇活動を経て、2001年円演劇研究所入所。2003年、演劇集団 円会員に昇格し、演劇集団 円所属。

## 出演

### テレビドラマ
- マンハッタンラブストーリー（TBS）
- MR.BRAIN（TBS）
- 義経（NHK） - 瑞雲 役
- 輪舞曲（TBS）
- ハンチョウ〜警視庁安積班〜 シリーズ6（TBS） - 中田文彦 役
- 警視庁・捜査一課長（テレビ朝日） - 土井俊介 役

### 吹き替え
- アンダーワールド ビギンズ

### 劇場版アニメ
- コクリコ坂から

### PV
- R25 ビジュアル国語辞典『け』

### 舞台
- リチャード三世
- まどさんのまど・まだ
- 鏡花万華鏡 風流線
- マクベス
- まちがいつづき
- ファウスト
- 青い鳥ことり、なぜなぜ青い
- オセロー
- 孤独から一番遠い場所
- ホームカミング
- 死んでみたら死ぬのもなかなか四谷怪談〜恨